# Austrochernes imitans
Espèce
Synonymes
- Troglochernes imitans Beier, 1969

Austrochernes imitans est une espèce de pseudoscorpions de la famille des Chernetidae.

## Distribution
Cette espèce est endémique du Goldfields-Esperance en Australie-Occidentale. Elle se rencontre dans la plaine de Nullarbor dans des grottes (Dingo Cave, Cocklebiddy Cave, Pannikin Plain Cave, Murra-El-Elevyn Cave, Tiggas Lair, Scudd Cave et Phyllistine Flattener Cave...).

## Description
Le mâle holotype mesure 3,8 mm et la femelle paratype 4,5 mm.
Les mâles mesurent de 3,23 à 4,50 mm et les femelles de 3,94 à 4,25 mm.

## Systématique et taxinomie
Cette espèce a été décrite sous le protonyme Troglochernes imitans par Beier en 1969. Elle a été placée dans le genre Austrochernes par Harvey en 2018.

## Publication originale
- Beier, 1969 : Neue Pseudoskorpione aus Australien. Annalen des Naturhistorischen Museums in Wien, vol. 73, p. 171-187 (texte intégral).